# Calotomus viridescens
 Calotomus viridescens és una espècie de peix de la família dels escàrids i de l'ordre dels perciformes.

## Morfologia
Els mascles poden assolir els 21 cm de longitud total.

## Distribució geogràfica
Es troba al Mar Roig (des del Golf d'Aqaba fins a la costa d'Etiòpia).